# Seznam nalezljivih bolezni
Seznam nalezljivih bolezni:
| Bolezen                   | Povzročitelj                               | Prenašanje                 | Zdravljenje                 | Preprečevanje       |
| ------------------------- | ------------------------------------------ | -------------------------- | --------------------------- | ------------------- |
| aids                      | virus HIV                                  | spolni odnosi, okužena kri | -                           | higiena             |
| aktinomikoza              | glivici podobna bakterij                   | -                          | antibiotiki, sulfonamidi    | -                   |
| amebna griža              | pražival (ameba)                           | hrana, voda                | zdravila                    | higiena             |
| antraks (vranični prisad) | bakterija (Bacillus antracis)              | dotik                      | antibiotiki                 | -                   |
| botulizem                 | bakterija (Clostridium botulinum)          | hrana                      | serum                       | higiena             |
| bruceloza                 | bakterija (Brucella spp.)                  | mleko (govedo, koze)       | antibiotiki                 | pasterizacija       |
| črne koze                 | virus                                      | dorik                      | -                           | cepljenje           |
| davica                    | bakterija (Corinebacterium diphteriae)     | dotik, izločki, slina      | antitoksin                  | cepljenje           |
| encefalitis               | virusi                                     | pik komarja                | antibiotiki                 | -                   |
| gobavost                  | bakterija (Mycobacterium leprae)           | daljši dotik               | zdravila                    | -                   |
| kandidoza (soor)          | [[gliva (Candida spp.)                     | dotik                      | antibiotiki                 | higiena             |
| gonoreja (kapavica)       | bakterija (Neisseria gonorrheae)           | dotik, izločki             | antibiotiki                 | -                   |
| hepatitis                 | virus hepatitisa A, virus hepatitisa B ... | kri                        | -                           | -                   |
| infekcijska mononukleoza  | virus (Epstein-Barr)                       | dotik                      | -                           | -                   |
| influenca                 | virusi A, B in C                           | kapljice v zraku, stik     | cepljenje                   | -                   |
| kolera                    | bakterija (Vibrio cholerae)                | hrana, voda                | infuzija solne raztopine    | celjenje, higiena   |
| kuga                      | bakterija (Yersinia pestis)                | ugriz podganje bolhe       | antibiotiki, sulfonamidi    | higiena, cepljenje  |
| lišmanioza                | pražival (bičkar)                          | pik komarčka               | zdravila                    | higiena             |
| malarija                  | pražival (plazmodij)                       | pik komarja                | zdravila                    | cepljenje           |
| meningitis                | bakterija (Neisseria meningitidis), virus  | dotik, kapljice iz dihal   | antibiotiki, sulfonamidi    | -                   |
| mumps                     | virus                                      | dotik, ustni izločki       | -                           | cepljenje           |
| norice                    | virus                                      | dotik                      | -                           | -                   |
| oslovski kašelj           | bakterija (bacil)                          | dotik, kapljice            | antibiotiki                 | cepljenje           |
| ošpice                    | virus                                      | dotik, kapljice            | -                           | cepljenje           |
| papigovka                 | bakterija (klamidija)                      | dotik (s ptiči)            | antibiotiki                 | higiena             |
| pasovec                   | virus                                      | dotik                      | -                           | -                   |
| pegavica                  | rikecija                                   | ugriz uši ali pik bolhe    | antibiotiki                 | higiena, cepljenje  |
| plinska gangrena          | bakterija (Clostridium perfringens)        | dotik                      | antitoksin, antibiotiki     | operacija           |
| pljučnica                 | bakterija (pnevmokok)                      | kapljice v zraku           | antibiotikim sulfonamidi    | -                   |
| poliomielitis             | virus                                      | dotik, izločki             | -                           | cepljenje           |
| rdečke                    | virus                                      | dotik, kapljice            | -                           | cepljenje           |
| rumena mrzlica            | virus                                      | pik komarja                | -                           | cepljenje           |
| sifilis                   | bakterija (Treponema pallidum)             | dotik, kri, spolni odnos   | antibiotiki                 | -                   |
| slonovica                 | gliste (filarije)                          | pik komarja                | zdravila                    | higiena, operacija  |
| spalna bolezen            | pražival (tripanosom)                      | pik muhe cece              | zdravila                    | -                   |
| steklina                  | virus                                      | ugriz živali               | -                           | predhodno cepljenje |
| šen                       | bakterija (Streptococcus pyogenes)         | dotik                      | antibiotiki                 | higiena             |
| škrlatinka                | bakterija (Streptococcus pyogenes)         | dotik, kapljice            | antibiotiki                 | -                   |
| tifus                     | bakterija (salmonele, rikecije)            | antibiotiki                | antibiotiki                 | higiena, cepljenje  |
| tetanus (mrtvični krč)    | bakterija (Clostridium tetani)             | dotik                      | antitoksin, intenzivna nega | cepljenje           |
| trihofitija               | glivica                                    | dotik                      | antibiotiki                 | higiena             |
| tuberkuloza (jetika)      | bakterija (Mycobacterium tuberculosae)     | kapljice v zraku, mleko    | antibiotiki                 | cepljenje           |